# Чистовский сельсовет (Альменевский район)
Чи́стовский сельсовет — упразднённые административно-территориальная единица и муниципальное образование со статусом сельского поселения в Альменевском районе Курганской области.
Административный центр и единственный населённый пункт — село Чистое.

## История
Образован в 1919 году в Косулинской волости Челябинского уезда.
Постановлением ВЦИК от 27 августа 1919 года образовано Челябинское районное Управление на правах губернского органа, подчинённое Сибирскому Революционному Комитету, а с 21 апреля 1920 — Революционному Совету 1-й Армии Труда.
Постановлением Челябинского горуездного исполкома от 30 декабря 1919 года образован Куртамышский район (на правах уезда).
Постановлением ВЦИК от 11 ноября 1921 года утверждён Куртамышский уезд.
Постановлением ВЦИК от 14 февраля 1923 года Куртамышский уезд упразднён с 1 января 1923 года, территория возвращена в состав Челябинского уезда Челябинской губернии.
Постановлениями ВЦИК от 3 и 12 ноября 1923 года в составе Челябинского округа Уральской области РСФСР образован Косулинский район, в который вошёл Чистовский сельсовет.
Постановлением Президиума Уралоблисполкома от 7 апреля 1924 года Косулинский район объединён с 1 августа 1925 года с Коровинским районом в один Долговский район.
Постановлением ВЦИК от 20 апреля 1930 года Долговский район упразднён, Чистовский сельсовет передан в Куртамышский район.
Постановлением ВЦИК от 17 января 1934 года Уральская область упразднена, Куртамышский район вошёл во вновь образованную Челябинскую область.
Указом Президиума Верховного Совета СССР от 6 февраля 1943 года образована Курганская область. Куртамышский район вошёл в её состав.
Указом Президиума Верховного Совета РСФСР от 24 января 1944 года Чистовский сельсовет вошёл во вновь образованный Косулинский район.
Решением Курганского облисполкома № 576 от 18 июня 1952 года д. Ямки перечислена из Рыбновского сельсовета в состав Чистовского сельсовета.
Указом Президиума Верховного Совета РСФСР от 8 мая 1956 года Косулинский район упразднён, территория возвращена в состав Куртамышского района.
Решением Курганского облисполкома № 82 от 28 февраля 1959 года Чистовский сельсовет передан в Альменевский район, д. Орловка из Чистовского сельсовета в состав Косулинского сельсовета, п. «Заготскот» из Чистовского сельсовета в состав Растотурского сельсовета.
Указом Президиума Верховного Совета РСФСР от 1 февраля 1963 года образован укрупнённый Целинный сельский район, в который передан Чистовский сельсовет.
Указом Президиума Верховного Совета РСФСР от 3 марта 1964 года Чистовский сельсовет передан в Куртамышский сельский район.
Указом Президиума Верховного Совета РСФСР от 12 января 1965 года Куртамышский сельский район разукрупнён. Чистовский сельсовет вошёл в состав вновь образованного Альменевский района,
Решением Курганского облисполкома № 108 от 29 марта 1973 года д. Дмитриевка исключена из Чистовского сельсовета как сселившаяся.
Законом Курганской области от 25 октября 2017 года N 93, в состав Ягоднинского сельсовета были включены два села двух упразднённых Чистовского и Рыбновского сельсоветов (соответственно сёла Чистое и Рыбное).

## География
Чистовский сельсовет расположен на территории 9397 га, в том числе земли поселения 696 га.

## Население
| 1926 | 1989 | 2002 | 2004 | 2010 | 2012 | 2013 |
| ---- | ---- | ---- | ---- | ---- | ---- | ---- |
| 1364 | ↘472 | ↘363 | ↗374 | ↘299 | ↘280 | ↘261 |
| 2014 | 2015 | 2016 | 2017 | 2018 |      |      |
| ↗263 | ↘250 | ↘248 | ↗254 | ↘238 |      |      |

## Состав сельского поселения
| № | Населённый пункт | Тип населённого пункта       | Население |
| - | ---------------- | ---------------------------- | --------- |
| 1 | Чистое           | село, административный центр | ↗254      |

По данным переписи 1926 года в Чистовском сельсовете проживало 1364 чел., в том числе:
- д. Антоновка 185 чел., в том числе русских 185 чел.
- д. Асеевка 37 чел., в том числе русских 37 чел.
- д. Дмитриевка 479 чел., в том числе русских 479 чел.
- д. Чистое (-ая) 663 чел., в том числе русских 663 чел.

## Инфраструктура
- Чистовская основная общеобразовательная школа;
- ФАП;
- Дом культуры;
- Почта;
- Магазин ЦПО;
- Пост пожарной охраны.

## Экономика
Основной вид производимой продукции — зерно. Работающих — 93 человека, в том числе в бюджетных организациях — 33 человека, за пределами области — 50 чел., в сельхозпроизводстве занято 3 человека. Создано 2 рабочих места по 0,5 ставки: водитель и электрик. В центре занятости на 1 января 2013 года — 3 человека.

## Местное самоуправление
Глава Чистовского сельсовета — Попов Евгений Николаевич.
Администрация располагается по адресу: 641134, Курганская область, Альменевский район, с. Чистое, ул. Школьная, 23.